# アリーナ2000
アリーナ2000(汎用文化娯楽コンプレックスアリーナ2000．ロコモティフ)は、ロシアの都市ヤロスラヴリの総合文化娯楽複合施設である。2001年に完成した。KHLのアイスホッケーチーム、ロコモティフ・ヤロスラヴリのホームゲームが開催されるほか、コンサートなども行われている。